# David Tchétchao
David Tchétchao Karo (Porto-Novo, 29 settembre 2003) è un calciatore beninese, attaccante del Chicago Fire II e della nazionale beninese.

## Carriera

### Club
Tchétchao ha trascorso i primi anni di carriera in Benin con Dragons ed ASVO ed a Gibuti con il Djibouti Telecom. Il 15 marzo 2024 è stato acquistato dal Chicago Fire che lo ha assegnato alla seconda squadra. Ha debuttato due settimane più tardi nell'incontro di MLS Next Pro vinto ai rigori contro il Philadelphia Union II.

### Nazionale
Ha debuttato con la nazionale beninese il 9 settembre 2023 nell'incontro di qualificazione per la Coppa d'Africa 2023 perso 3-2 contro il Mozambico.

## Statistiche

### Presenze e reti nei club
Statistiche aggiornate al 10 giugno 2024.
| Stagione        | Squadra         | Campionato      | Campionato | Campionato | Coppe nazionali | Coppe nazionali | Coppe nazionali | Coppe continentali | Coppe continentali | Coppe continentali | Altre coppe | Altre coppe | Altre coppe | Totale | Totale | Totale |
| Stagione        | Squadra         | Comp            | Pres       | Reti       | Comp            | Pres            | Reti            | Comp               | Pres               | Reti               | Comp        | Pres        | Reti        | Pres   | Reti   |        |
| --------------- | --------------- | --------------- | ---------- | ---------- | --------------- | --------------- | --------------- | ------------------ | ------------------ | ------------------ | ----------- | ----------- | ----------- | ------ | ------ | ------ |
| 2024            | Chicago Fire II | MNP             | 7          | 0          | USCup           | 2               | 0               |                    | -                  | -                  |             | -           | -           | 9      | 0      |        |
| Totale carriera | Totale carriera | Totale carriera | 7          | 0          |                 | 2               | 0               |                    | -                  | -                  |             | -           | -           | 9      | 0      |        |

### Cronologia presenze e reti in nazionale
| Cronologia completa delle presenze e delle reti in nazionale ― Benin | Cronologia completa delle presenze e delle reti in nazionale ― Benin | Cronologia completa delle presenze e delle reti in nazionale ― Benin | Cronologia completa delle presenze e delle reti in nazionale ― Benin | Cronologia completa delle presenze e delle reti in nazionale ― Benin | Cronologia completa delle presenze e delle reti in nazionale ― Benin | Cronologia completa delle presenze e delle reti in nazionale ― Benin | Cronologia completa delle presenze e delle reti in nazionale ― Benin |
| Data                                                                 | Città                                                                | In casa                                                              | Risultato                                                            | Ospiti                                                               | Competizione                                                         | Reti                                                                 | Note                                                                 |
| -------------------------------------------------------------------- | -------------------------------------------------------------------- | -------------------------------------------------------------------- | -------------------------------------------------------------------- | -------------------------------------------------------------------- | -------------------------------------------------------------------- | -------------------------------------------------------------------- | -------------------------------------------------------------------- |
| 9-9-2023                                                             | Maputo                                                               | Mozambico                                                            | 3 – 2                                                                | Benin                                                                | Qual. Coppa d'Africa 2023                                            | -                                                                    | 69’                                                                  |
| Totale                                                               |                                                                      | Presenze                                                             | 1                                                                    |                                                                      | Reti                                                                 | 0                                                                    |                                                                      |